# Thames Skiff

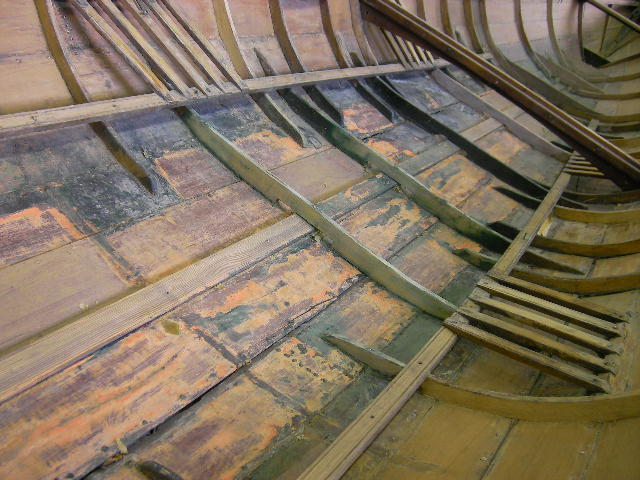
Innenansicht des Bootsrumpfes eines historischen Thames Skiff

Ein Thames Skiff ist ein englischer Bootstyp. Ein Thames Skiff ist ein traditionelles Ruderboot zum Skullen, so wie es seit mehr als 200 Jahren als beplanktes Holzboot gebaut wird. Es stammt ursprünglich von der Themse und wird dort noch heute als Ausflugs- und Rennboot genutzt.
In Mülheim an der Ruhr befindet sich seit 2008 das älteste aktiv genutzte Thames Skiff Deutschlands, das 1880 auf der Themse-Insel Tagg’s Island nahe dem Hampton Court Palace, England von Tom Tagg & Son. gebaut wurde.